# Protoneura capillaris
Protoneura capillaris là một loài chuồn chuồn kim thuộc họ Protoneuridae. Đây là loài đặc hữu của Cuba. Môi trường sống tự nhiên của chúng là rừng ẩm vùng đất thấp nhiệt đới hoặc cận nhiệt đới và sông ngòi. Chúng hiện đang bị đe dọa vì mất môi trường sống.